# Leclercera tudao
Leclercera tudao es una especie de araña araneomorfa del género Leclercera, familia Psilodercidae. Fue descrita científicamente por Chang & Li en 2020.
Habita en China. El holotipo masculino mide 3,13 mm y el paratipo femenino 3,00 mm.